# 未来世界 (迷失)
《未来世界》（英語：The Shape of Things to Come）是美国电视剧《迷失》第4季的第9集，也是全剧的第81集，于2008年4月24日通过美国广播公司在美国首播，还通过CTV电视网在加拿大首播。本集的剧本由执行制作人德鲁·高达和制作人布莱恩··沃恩在2008年2月上旬共同创作完成，另一名执行制作人斯蒂芬·威廉姆斯杰克·本德于3月中旬执导。节目剧情围绕本杰明·莱纳斯（迈克尔·爱默生饰）展开，他和海洋航空815航班空难幸存者于2004年12月在兵营受到攻击，剧中的未来闪影剧情发生在2005年下半年，显示本招募萨伊德·贾拉充当杀手来对付敌人查尔斯·威德摩尔。
《未来世界》是《迷失》中为数不多的几集包含夏威夷州以外地区取景镜头的剧集之一。这集节目本来是第4季第2批剧集的第1集，原计划这批会连续播放至第4季结束。但受为期100天的2007年－2008年美国编剧协会大罢工影响，《迷失》的制作被迫中止，编剧也停止为第4季后半季继续创作，节目停播4周后才恢复。本集首播一共吸引了1400万美国观众收看，并获得评论界好评。多位评论家称赞爱默生演技精湛，特别是本看到养女艾莉克斯遭处决后的反应。他因这集演出获黄金时段艾美奖提名，剧集本身也获得了一项提名。

## 剧情
本集剧情发生在2004年12月27日，距大洋航空815号班机空难已经过了97天。“卡哈纳号”（Kahana）货轮上雷医生的尸体被冲到空难幸存者露营的海滩上。丹尼尔·法拉第（杰瑞米·戴维斯饰）用摩尔斯电码联系货轮，询问雷医生到底出了什么事。得到回音后，丹尼尔声称货轮很快就会派营救直升机到岛上来，但柏纳·纳德勒发现他在说谎，原来船上的真实回复是：“你说什么呢？医生他很好啊。”杰克·谢泼德（马修·福克斯饰）虽然已在胃痛的折磨下熬了一整天，但他还是逼迫丹尼尔吐露实情，货轮根本就没有营救岛上幸存者的打算。
与此同时，艾莉克斯被货轮上的马丁·克米（凯文·杜兰）等人所擒。这些人押着她前去兵营，艾莉克斯设法拉响警报，告诉本杰明·莱纳斯等人有敌人到来。本、约翰·洛克（特瑞·欧奎恩饰）、休戈·「赫利」·瑞斯（乔治·加西亚饰）以本的房子设防，詹姆斯·「索耶」·福特（乔什·哈洛威饰）则前去指示兵营内的其他幸存者撤离。克莱尔·李特顿（艾蜜莉·迪瑞文）的屋子被炸并起火，幸得索耶救援才幸免于难，但还是有另外3个幸存者被押着艾莉克斯前来的雇佣兵枪杀。克米找到麦尔斯·斯特劳姆（肯·梁饰），然后给他一台无线对讲机去拿给本。本拿过对讲机，克米要求他投降，否则就杀掉艾莉克斯。本想要谈判，但却看到克米直接枪杀了艾莉克斯。震惊之下，本喃喃自语说对方违反了规则，然后走进房里的密室并把自己锁在里面，然后通过某种方式召唤出黑烟怪物。怪物出现后向克米及其他雇佣兵发起攻击，片刻间就解决了所有敌人。其他人逃离树林，本则独自跪在艾莉克斯的尸体旁，表现得非常伤心。之后，本和洛克一起去找雅各布，希望能获得进一步指示。索耶、赫利、克莱尔和亚伦则打算和麦尔斯一起返回海滩，但洛克不同意，要求之前找到过雅各布木屋的赫利和自己一同上路，面对洛克的枪口，赫利只能从命。
剧情插入未来闪影桥段，本身穿冬装在撒哈拉沙漠醒来，上臂还有条长长的刀口。遇到两个持枪当地人的挑衅后，本杀死其中一人并将另一人打昏，然后骑马前往突尼西亚的托泽尔，原来这时已经是2005年10月24日。接下来本又来到伊拉克的提克里特，萨伊德·贾拉的夫人纳迪娅已经去世，这里正举行葬礼。本告诉萨伊德，是查尔斯·威德摩尔命令伊斯梅尔·巴克尔杀害纳迪娅。在本的诱使下，巴克尔落入圈套，萨伊德杀死他后还在继续朝尸体开枪。萨伊德接受本的招募，成为他手下的杀手。本前往伦敦并闯进威德摩尔的豪宅，虽然没能杀掉威德摩尔，但他威胁会杀死威德摩尔的女儿来为艾莉克斯报仇。威德摩尔则称，总有一天他会从本手里夺回那座岛。

## 制作

身穿达摩计划制服的本在撒哈拉沙漠中醒过来，身上还有蒸汽升起。

美国编剧协会于2007年11月4日开始罢工，这时《迷失》第4季原计划的16集中还只有8集的剧本已经完成，这8集分别于2008年1至3月播映。罢工于2008年2月12日结束，接下来编剧们意识到余下的时间只够再制作5集，不过其中的第5集之后又扩充成了两集。为此，编剧们开始将原计划拍成8集的剧情压缩成6集，还有部分内容则会纳入第5季。执行制作人兼首席编剧戴蒙·林道夫表示：“我们（仍然）会执行第4季的全部剧情方案。对此（我们）只需要把高效率的剧情发展转变成超高效率即可。这并不需要临时抱佛脚，只要稍微用点力去踩油门就可以了……所以请拿稳你的帽子……不过，那些对权真秀（金大贤饰）和赫利的乒乓球比赛期待已久的观众就会非常失望了。”众编剧表示希望《未来世界》作为本季的第2批剧集播出，但美国广播公司没有同意，而是将这集作为季中的首播剧集。编剧们还发现，这次大罢工也带来一些好处，一些演员原本参演的节目因罢工取消，所以能够腾出档期出演《迷失》，同时编剧们也有了时间来解答观众的疑问。他们之后还称，在这次罢工的影响下，第4季实际上比原计划更为优秀，因为他们能够将其中略嫌疲软、烦杂的内容去除，而且罢工也让他们得到充分的休息，得以在最后6集中投入饱满的精力。《迷失》的前3季都是周三晚在美国和加拿大播出，第4季在罢工前是于周四晚21点播出，这一时段通常都是由《实习医生格蕾》占据 ，但《未来世界》开始和之后的3集都调整到周四晚22点播出，排在《实习医生格蕾》播映之后。
《未来世界》的编剧工作于2008年2至3月同《回家真好》（There's No Place Like Home）和《林中木屋》（Cabin Fever）一起进行。本集剧名源自赫伯特·乔治·威尔斯1933年的同名科幻小说。执行制作人兼编剧德鲁·高达（Drew Goddard）称，本集可能是他参与制作的《迷失》中最喜欢的一集，他也对能够参与这些剧集的制作深感幸运。节目于3月10日开拍，3月25日收工。男演员阿兰·戴尔（Alan Dale）需要参与舞台剧《火腿骑士》（Spamalot）的拍摄，无法飞去夏威夷州，因此本和威德摩尔对质的镜头实际上是在伦敦取景，多名剧组成员和爱默生一起飞抵伦敦拍摄这场戏。剧组之前已经拍好了一组克莱尔看到未来事件的镜头，但这段内容因节目时间上的压缩而被剪。
第4季早期的剧集中有3名幸存者跟随洛克一起前往兵营，其中1人名叫道格（Doug），由肖恩·道格拉斯·霍本（Sean Douglas Hoban）饰演，他之前曾在试播集中出演“4号乘客”，本集是他的名字首次出现在演员名单上。霍本还曾充当前3季重要角色查理·佩斯扮演者多米尼克·莫纳汉的特技替身。霍本在《未来世界》中有一句台词，为此他还必须参加试镜，同其他多位演员竞争。
本集中的未来闪影镜头以本在撒哈拉沙漠中醒来开始，他的右臂受了伤，身穿达摩计划大衣，身上还散发出蒸汽。节目编剧专门给这种大衣起了代号。这段镜头中还存在多个彩蛋：本所穿大衣上的标签表明这原是埃德加·哈利瓦克斯（Edgar Halliwax，弗朗克西斯·周饰）的大衣，上面还有达摩计划工作站“兰花”的标志，该工作站要到下集《回家真好》时才首度出现。另一个彩蛋在下一组镜头中出现，时间很短，本的假加拿大护照上用的别名叫迪安·莫里亚蒂（Dean Moriarty），这本护照之前在《经济学家》（The Economist）中出现过，这个名字则是杰克·凯鲁亚克1951年小说《在路上》的核心人物。编剧们最常被问到的问题就是他们是否已经计划好了将来的剧情，所以编剧也试着在剧情中加入有关将来节目的影射，上文所述的大衣便是如此，编剧可以在之后以此为证，证明他们早就对剧情发展有了打算。据导演杰克·本德所说，这场戏是在夏威夷某采石场拍摄，由于剧情中需要演员骑马并使用枪支，而外景地的岩石又不适合拍摄这组镜头，因此剧组不得不另觅地点，本德则在前面用起重机开路。爱默生表示，拍摄这场戏的外景地非常荒凉，他本以为摄制过程会很轻松，但实际情况恰恰相反，像个大杂烩一样，不但要打斗、骑马、讲外语，还要彈钢琴。这些都让他颇感措手不及，工作才两周就感觉需要放假休息。

## 反响

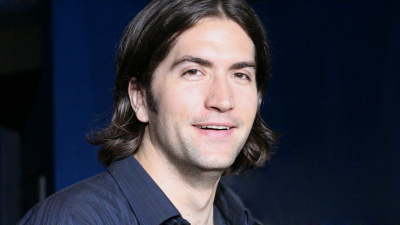
执行制作人德鲁·高达是本集的编剧之一

《未来世界》于2008年4月24日通过美国广播公司在美国首播，在此期间及之后5小时里一共有1207.5万美国观众收看，在这周的电视节目中名列第14。如果加上首播7天后观看预录的人数，则这集的美国观众人数会升至1406.7万，与6周前播映的剧集相比有所进步。节目通过CTV电视网在加拿大首播期间吸引了144.3万观众，但在澳大利亚则只有68.3万人收看。不过，《迷失》这周也获得了《太阳先驱报》（Sun-Herald）评选的两项“波吉奖”（Bogie Awards，恶搞澳大利亚的洛基獎）提名，分别是“最受低估”电视剧和“电视台最令人心神不宁节目奖”。
《圣地亚哥联合论坛报》（The San Diego Union-Tribune）给予本集“+”的最高评价。杰夫·詹森（Jeff Jensen）在《娱乐周刊》发文，称《未来世界》将“极富营养的启示和涂着糖衣的阴谋诡计相结合”，组成又一集美味可口、结构紧密的节目，他还预测艾莉克斯遭处决的一幕即便是到2010年5月《迷失》全剧终后仍然能在所有剧集中排到非常高的位置。第4季的季终集《最美是家》（There's No Place Like Home）播映前，詹森把艾莉克斯被处决的镜头排在第4季最佳时刻的第2位，还把黑烟怪物攻击雇佣兵一幕排在第9名。《纽约》（New York）杂志的丹·科伊斯（Dan Kois）和莱恩·布朗（Lane Brown）认为，这集在节奏上并不像以往的大部分《迷失》剧集那样平稳适中，剧情以揭密为导向，反倒感觉像是动作电影……就像岛上的《终极警探》”。网站的克里斯·卡拉博特（Chris Carabott）给予本集的评分为9.3（最高为10），认为《未来世界》在各方面的品质都可以达到观众期望，他还特别称赞剧中艾莉克斯被杀的镜头直截了当得令人目瞪口呆，有可能会是《迷失》中最令人难忘、同时也至关重要的场景之一，观众看到这里很难会不为本感到难过。还在评选《迷失》前5季的最佳剧集时把这集排在第2位，比评价甚佳的《透过窥镜》和《试播集》都高，仅次于《常量》（The Constant）。美国在线电视小队的艾琳·马特尔（Erin Martell）总结认为《未来世界》是表现辉煌的一集，其中不但有大量动作场面、多个重要解密，还留下更多的问题给观众思考。网站的唐·威廉姆斯（Don Williams）认为，本集让之前5个星期的等待物有所值，并且其信息量是如此庞大，他觉得自己甚至需要给大脑一点时间放松。威廉姆斯的同事奥斯卡·达尔（Oscar Dahl）在评选第4季最佳瞬间时把艾莉克斯被杀排在第5名，称这一镜头有着“完美的节奏……令人极其震惊……能够侪身你所看过最完美的演出之列”。杰伊·格拉特菲尔特（Jay Glatfelter）在《赫芬顿邮报》发文称，在带领观众重返《迷失》方面，《未来世界》的表现堪称完美。节目在发人深省上不及《常量》，但在惊险刺激的程度上却能和《试播集》的夸张和宏伟相提并论。
《明星纪事报》（The Star-Ledger）的艾伦·塞平沃尔（Alan Sepinwall）给予本集高度评价，称赞其中大量的动作戏和阴谋诡机，仿佛“（编剧）大罢工后来自天堂的甘露”，不过，他也批评剧中让3个临时演员扮演的815航班幸存者死亡，但主要角色却都平安无事的剧情设定，称“索耶躲避子弹的镜头本应给人紧张激烈的感觉，但实际上却只让人觉得好笑。”频道的克里斯汀·多斯·桑托斯（Kristin Dos Santos）对索耶躲开子弹的桥段也有同样看法。《时代》周刊的杰米·波内沃兹克（Jamie Poniewozik）在看到威德摩尔突然成为大反派，而本则开始满世界找他报仇的情节后对节目的发展方向感到忧虑，“看起来有些太像《双面女间谍》”，但他总体上还是很喜欢这集在岛上的剧情。网站的丹尼尔（Daniel）对《未来世界》的评级为（最高为），称这是《迷失》表现坚实的又一集节目，在他看来，虽然节目始终没有让他有那种惊叫“我的天呐！”的时刻，但他整体上还是很满意，而且也很喜欢剧中艾莉克斯被处决的戏码。
由于剧本中有足够的发挥空间，迈克尔·爱默生在开拍前就决定以自己在这集里的演出参与黄金时段艾美奖剧情类男配角奖角逐。他顺利获得提名，这也是他凭同一角色连续第2次获提名，但最终不敌出演频道电视剧《裂痕》的泽利科·伊万内克（Željko Ivanek）。不过，爱默生会在一年后凭《死者已死》（Dead is Dead）获奖。凯文·汤普森（Kevin Thompson）在《棕榈滩邮报》（The Palm Beach Post）发文指出，爱默生的“眼睛非常出戏，一个长时间的眼神甚至能表达出超过20页对白的内容……他再度证明，自己才是《迷失》中的明星、核心和灵魂，理应得到艾美奖的肯定。”频道的珍妮弗·戈德温（Jennifer Godwin）表示，在展现超级坏蛋人性化一面上，爱默生的表现无人能出其右。除此以外，《今日美国》的罗伯特·比安科（Robert Bianco），《电视指南》的马特·劳什（Matt Roush）、《数码间谍》的本·劳森-琼斯（Ben Rawson-Jones，他还给予《未来世界》最高的5星评级）、的约翰·库比西克（John Kubicek），以及前文所述，分别来自《明星纪事报》、《圣地亚哥联合论坛报》、《时代》周刊、《娱乐周刊》、和电视小队的评论家都对爱默生饰演的本有高度评价。